# Lockheed Martin RQ-3 DarkStar
El RQ-3 DarkStar es un vehículo aéreo no tripulado (UAV, por su siglas en inglés), conocido también como Tier III- durante su desarrollo, operado por la Fuerza Aérea de los Estados Unidos. Su primer vuelo fue el 29 de marzo de 1996. 

## Diseño
El RQ-3 DarkStar fue diseñado como un "vehículo aéreo no tripulado resistente de gran altitud", que incorpora tecnología stealth para que sea difícil su detección. El DarkStar es plenamente autónomo: puede despegar, volar a su destino, sus sensores funcionan plenamente, puede transmitir información, regresar a tierra sin intervención humana. Los ingenieros del vehículo, sin embargo, pueden cambiar el plan de vuelo del DarkStar y el sensor de orientación a través de la radio o del satélite. El RQ-3 lleva un sensor óptico o radar, y puede enviar información digital a un satélite mientras emplea el vuelo.

## Desarrollo
Su primer vuelo fue el 29 de marzo de 1996. El Departamento de Defensa de Estados Unidos lo terminó en enero de 1999, tras su construcción se determinó que la UAV no era ni estable ni aerodinámico, ni reunía los costos y objetivos de rendimiento que se esperaban. Y aunque supuestamente se terminó el 28 de enero de 1999, se informó que en abril de 2003 el RQ-3 se encuentra aún en desarrollo como un ""Proyecto negro"".
El Departamento de Defensa terminó el DarkStar en enero de 1999, determinaron que el vehículo aéreo no tripulado no era estable aerodinámicamente ni se encontraba en objetivos de funcionamiento. El Dark Star fue dado irónicamente el sobrenombre de "Dark Spot" a la luz de su pobre funcionamiento después de estrellarse.
El primer prototipo hizo su primer vuelo el 29 de marzo de 1996, pero su segundo vuelo, el 22 de abril de 1996, acabó en un choque poco después del despegue. Un diseño modificado más estable (el RQ-3A) voló primero el 29 de junio de 1998, e hizo un total de cinco vuelos. Dos RQ-3AS adicionales fueron construidos, pero nunca realizaron ningún vuelo antes de la cancelación del programa. El primero de estos, el (A/V *3) está ahora expuesto en la Gran Galería del Museo de Vuelo en Seattle, Washington.
Aunque supuestamente concluyó el 28 de enero de 1999, se informó de que en abril del 2003, el RQ-3 se encontraba aún en desarrollo como un proyecto negro. El tamaño y las capacidades informaron de que se han incrementado un poco. Se alegaba, además, que el primer ejemplo de ello se había utilizado en 2003 en la invasión de Irak. No ha habido ninguna confirmación independiente.

### Aeronaves similares
- General Atomics MQ-9 Reaper (también conocido como Predator B)
- Lockheed Martin RQ-170 Sentinel
- BAE Systems Corax
- Dassault nEUROn
- EADS Barracuda

### Secuencias de designación
- Secuencia _Q-_ (Vehículos aéreos no tripulados estadounidenses, 1962-presente): Q-1/C - Q-2 - Q-3 - Q-4/C - Q-5 - Q-6 →

### Listas relacionadas
- Anexo:Vehículos aéreos no tripulados
- Anexo:Aeronaves de la Fuerza Aérea de los Estados Unidos (históricas y actuales)